# Aloisia Baumgartner
Aloisia Baumgartner, verheiratete Aloisia Striebeck und Aloisia Raupp, (9. Juni 1864 – nach 1898) war eine deutsche Theaterschauspielerin.

## Leben
Baumgartner, die Tochter eines Blumenfabrikanten. hatte zunächst in Kinderrollen am Hoftheater München Verwendung gefunden. 1880 kam sie ans Hoftheater Darmstadt, dann folgten Engagements in Aschaffenburg, Frankfurt an der Oder, Meiningen, Hamburg, Coburg und Danzig, bis sie 1899 in den Verband des Jubiläums-Stadttheater in Wien trat.
Zuerst eine beliebte „Maria Stuart“, „Minna von Barnhelm“, „Juli“, „Broni“ (Der Meineidbauer) war sie später ins ältere Fach übergegangen.
In erster Ehe war sie mit dem Schauspieler und Oberinspektor des Theaters Frankfurt am Main Ludwig Raupp (1845–1931) verheiratet, diese Ehe endet jedoch 1889. In zweiter Ehe heiratete sie den Schauspieler und Oberinspektor des Theaters Frankfurt am Main, Elimar Striebeck, mit dem sie zuvor im Jahr 1905 dem Ensemble des Leipziger Schauspielhauses unter Anton Hartmann angehörte.